# Ring belge R2
Pour les articles homonymes, voir R2.
Le ring belge R2 a été planifié comme grand ring d'Anvers mais, seulement un petit tronçon entre l'A12 et l'A11 a été construit. Sur certaines cartes, on peut voir un tracé promis mais non construit qui le prolongerait vers le sud jusqu'à l'A14.

## Galerie d'images

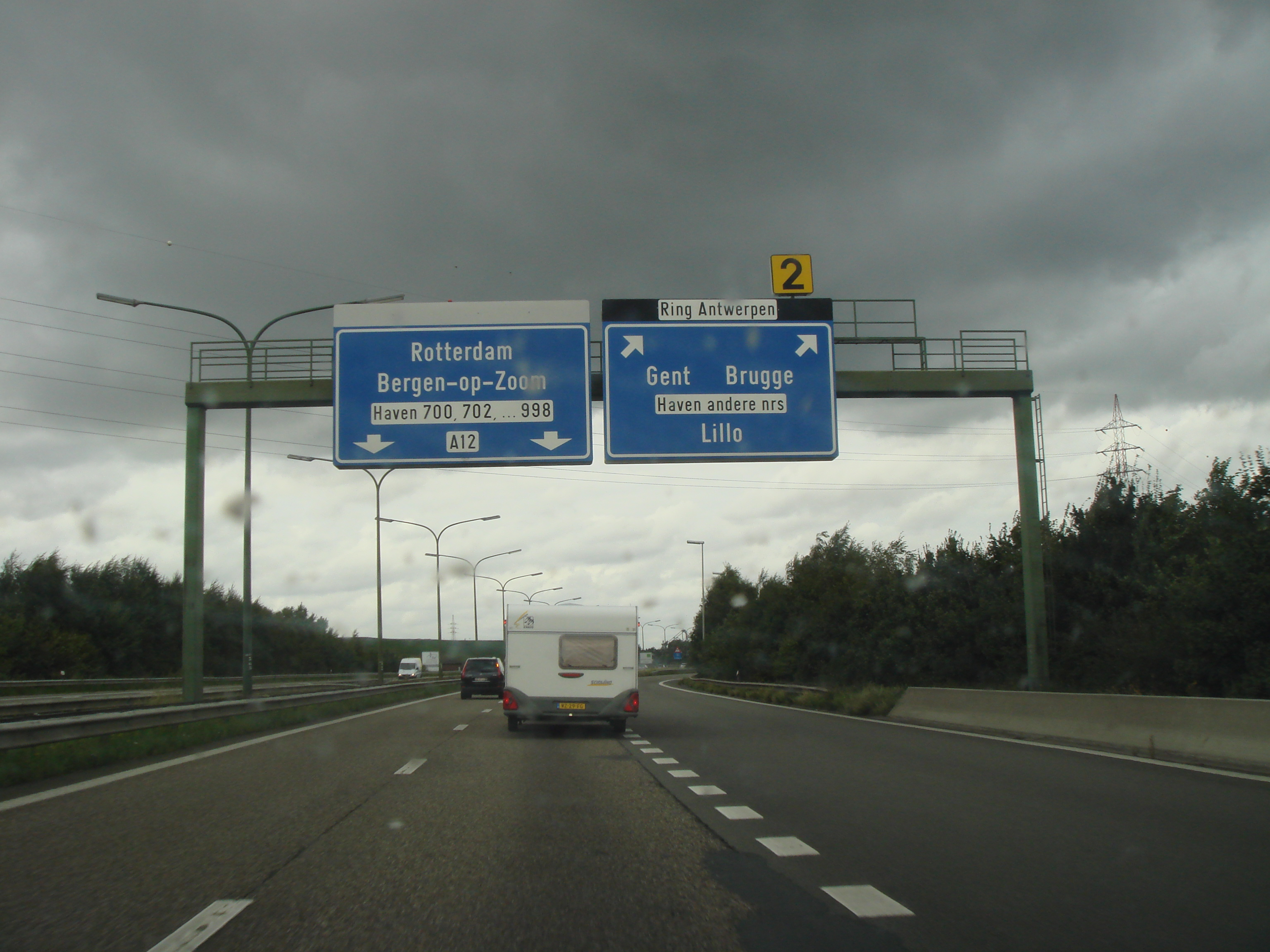

## Description du tracé
|    | Dénomination                 | Destinations                                         | BK   |
| -- | ---------------------------- | ---------------------------------------------------- | ---- |
|    | Échangeur d'Anvers-Port      | Autoroute Bruxelles − Boom − Anvers - Bergen-op-Zoom | 90,5 |
| 13 | Kanaaldok B1/B2              |                                                      | 88,6 |
|    | Frans Tijsmanstunnel (820 m) |                                                      | 87,4 |
| 12 | Lillo                        |                                                      | 85,9 |
|    | Liefkenshoektunnel (1 374 m) |                                                      | 85,2 |
| 11 | Waaslandhaven-Noord          |                                                      | 83,0 |
|    | Beverentunnel (1 070 m)      |                                                      | 81,0 |
| 10 | Waaslandhaven-Zuid           |                                                      | 79,3 |
|    | Échangeur de Beveren         | Autoroute Anvers − Zelzate − Knokke                  | 78,0 |